# Silvia Di Pietro

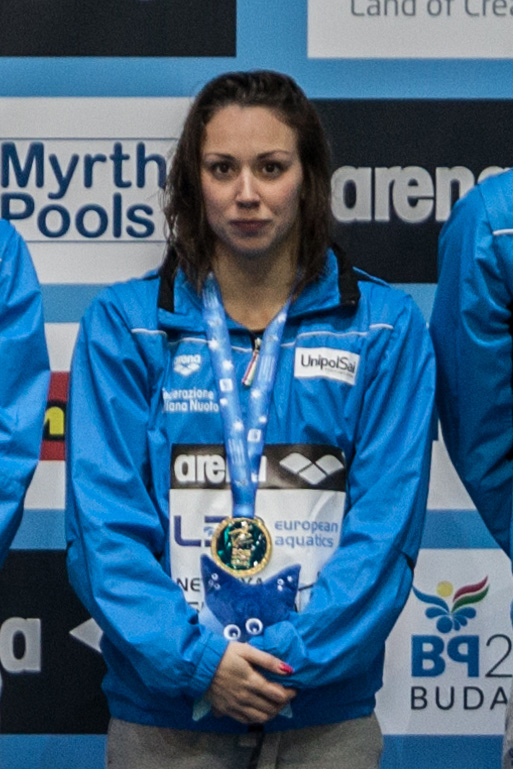
Silvia Di Pietro mit ihrer Goldmedaille bei den Kurzbahneuropameisterschaften 2015 in Netanja.

Silvia Di Pietro (* 6. April 1993 in Rom) ist eine italienische Schwimmerin, die bei Weltmeisterschaften auf der 25-Meter-Bahn je vier Silber- und Bronzemedaillen gewann. Sie erhielt bei Schwimmeuropameisterschaften je drei Silber- und Bronzemedaillen auf der 50 Meter-Bahn sowie viermal Gold, siebenmal Silber und viermal Bronze auf der 25-Meter-Bahn. Bei Mittelmeerspielen erschwamm sie je eine Gold- und Silbermedaille sowie zwei Bronzemedaillen.

## Karriere
Silvia Di Pietro startete für GS Foresate und für Circolo Canottieri Aniene. Sie gewann in ihrer Karriere über 40 italienische Meistertitel im Freistilschwimmen, im Schmetterlingsschwimmen und mit Staffeln.

### Von 2008 bis 2012
Bei den Juniorenweltmeisterschaften 2008 siegte Di Pietro über 50 Meter Schmetterling und wurde Zweite über 100 Meter Schmetterling. Kurz darauf gewann sie bei den Junioreneuropameisterschaften über 100 Meter Schmetterling und wurde Zweite über 50 Meter Schmetterling und über 100 Meter Freistil. Bei den Kurzbahneuropameisterschaften 2008 in Rijeka wurde die 4-mal-50-Meter-Freistilstaffel mit Silvia Di Pietro, Laura Letrari, Elena Gemo und Federica Pellegrini Vierte. Die 4-mal-50-Meter-Lagenstaffel mit Elena Gemo, Roberta Panara, Silvia Di Pietro und Federica Pellegrini gewann die Bronzemedaille.
2009 bei den Junioreneuropameisterschaften in Prag gewann Silvia Di Pietro sechs Medaillen. Sie siegte über 50 Meter Schmetterling. Zweite wurde sie über 50 Meter und über 100 Meter Freistil, wo jeweils die Deutsche Silke Lippok vor ihr anschlug. Ebenfalls Zweite wurde sie mit der 4-mal-100-Meter-Freistilstaffel und mit der 4-mal-100-Meter-Lagenstaffel. Hinzu kam eine Bronzemedaille über 100 Meter Schmetterling. Bei den Weltmeisterschaften in Rom schied sie über 50 Meter Schmetterling im Halbfinale aus. Ende des Jahres bei den Kurzbahneuropameisterschaften in Istanbul erreichte die 4-mal-50-Meter-Freistilstaffel mit Federica Pellegrini, Elena Gemo, Silvia Di Pietro und Laura Letrari als Vierte das Ziel. Die 4-mal-50-Meter-Lagenstaffel wurde Achte. Über 100 Meter Schmetterling kamen zehn Schwimmerinnen ins Finale, Silvia Di Pietro belegte den neunten Platz.
2010 schied Di Pietro bei den Europameisterschaften in Budapest über 50 Meter Freistil und über 100 Meter Schmetterling jeweils als 27. im Vorlauf aus. Über 50 Meter Schmetterling erreichte sie das Halbfinale. Dort fehlten ihr als Neunter neun Hundertstelsekunden zum Finaleinzug. 2011 trat Di Pietro nicht international an.
2012 bei den Europameisterschaften in Debrecen wurde Di Pietro Fünfte über 50 Meter Schmetterling. Als Vierter über 100 Meter Schmetterling fehlten ihr 0,17 Sekunden zur Bronzemedaille. Die 4-mal-100-Meter-Lagenstaffel erreichte das Finale mit Carlotta Zofkova, Chiara Boggiatto, Silvia Di Pietro und Alice Mizzau, die die schnellste Vorlaufzeit schwammen. Im Finale waren Arianna Barbieri, Chiara Boggiatto, Ilaria Bianchi und Alice Mizzau drei Sekunden schneller als die Vorlaufstaffel und schlugen als Zweite hinter den Deutschen an. Zofkova und Di Pietro erhielten für ihren Einsatz im Vorlauf ebenfalls eine Silbermedaille. Im November 2012 bei den Kurzbahneuropameisterschaften in Chartres wurde Di Pietro Siebte über 50 Meter und über 100 Meter Schmetterling. Mit der 4-mal-50-Meter-Lagenstaffel schwamm sie auf den fünften Platz. Die 4-mal-50-Meter-Mixed-Freistilstaffel mit Federico Bocchia, Luca Dotto, Silvia Di Pietro und Ilaria Bianchi erreichte den vierten Rang. Einen Monat später bei den Kurzbahnweltmeisterschaften in Istanbul wurde Di Pietro Siebte über 100 Meter Schmetterling.

### 2013 und 2014
Im Juni 2013 bei den Mittelmeerspielen in Mersin siegte die Französin Maria Santamans über 50 Meter Freistil vor Silvia Di Pietro. Über 100 Meter Freistil gewann die Griechin Theodora Drakou vor den Italienerinnen Erika Ferraioli und Silvia Di Pietro. Auch über 50 Meter Schmetterling erkämpfte Di Pietro die Bronzemedaille, diesmal hinter der Ägypterin Farida Osman und Maria Santamans. Die 4-mal-100-Meter-Lagenstaffel siegte mit Elena Gemo, Giulia De Ascentis, Elena Di Liddo und Silvia Di Pietro. Im Juli bei der Universiade in Kasan siegte über 50 Meter Schmetterling die Belarussin Aljaksandra Herassimenja vor der Kanadierin Katerine Savard. 0,23 Sekunden hinter der Kanadierin schlugen Elena Gemo und Silvia Di Pietro zeitgleich als Dritte an. Über 50 Meter Freistil belegte Di Pietro den fünften Platz. Zwei Wochen später war Di Pietro bei den Weltmeisterschaften 2013 in Barcelona. Die 4-mal-100-Meter-Freistilstaffel verfehlte mit der zehnten Vorlaufzeit den Finaleinzug um 0,27 Sekunden. Über 50 Meter Schmetterling erreichte Di Pietro das Halbfinale und wurde Zwölfte. Ende des Jahres bei den Kurzbahneuropameisterschaften in Herning erreichte die italienische 4-mal-50-Meter-Freistilstaffel in der Besetzung Silvia Di Pietro, Giorgia Biondani, Erika Ferraioli und Federica Pellegrini den vierten Platz mit 0,43 Sekunden Rückstand auf die drittplatzierten Russinnen. Über 50 Meter Schmetterling wurde Di Pietro Fünfte. Mit der 4-mal-50-Meter-Mixed-Freistilstaffel erkämpfte sie Silber. Die 4-mal-50-Meter-Mixed-Lagenstaffel gewann Bronze, hier war Di Pietro im Vorlauf dabei.
Im August 2014 bei den Europameisterschaften in Berlin belegte Di Pietro sowohl über 50 Meter Freistil als auch über 50 Meter Schmetterling den fünften Platz. Ende 2014 bei den Kurzbahnweltmeisterschaften in Doha gewannen Niccolo Bonacchi, Fabio Scozzoli, Silvia Di Pietro und Erika Ferraioli die Bronzemedaille in der 4-mal-50-Meter-Mixed-Lagenstaffel hinter Brasilien und der Staffel aus dem Vereinigten Königreich. Die 4-mal-50-Meter-Mixed-Freistilstaffel mit Luca Dotto, Marco Orsi, Silvia Di Pietro und Erika Ferraioli schlug als Vierte mit fünf Hundertstelsekunden Rückstand auf Bronze an. Ihre beste Einzelplatzierung war der fünfte Rang über 50 Meter Schmetterling. Die 4-mal-100-Meter-Freistilstaffel mit Erika Ferraioli, Silvia Di Pietro, Aglaia Pezzato und Federica Pellegrini erkämpfte die Bronzemedaille hinter dem US-Quartett und den Niederländerinnen, aber mit 0,21 Sekunden Vorsprung auf die Däninnen. In der 4-mal-50-Meter-Freistilstaffel wurden Giada Galizi, Aglaia Pezzato, Erika Ferraioli und Silvia Di Pietro Vierte mit drei Zehntelsekunden Rückstand auf die drittplatzierten Däninnen.

### 2015 und 2016
2015 bei den Weltmeisterschaften in Kasan wurde die italienische Mixed-Lagenstaffel Sechste. Die 4-mal-100-Meter-Freistilstaffel der Frauen erreichte ebenfalls den sechsten Platz. Bei ihren beiden Einzelstarts schied Di Pietro vorzeitig aus.

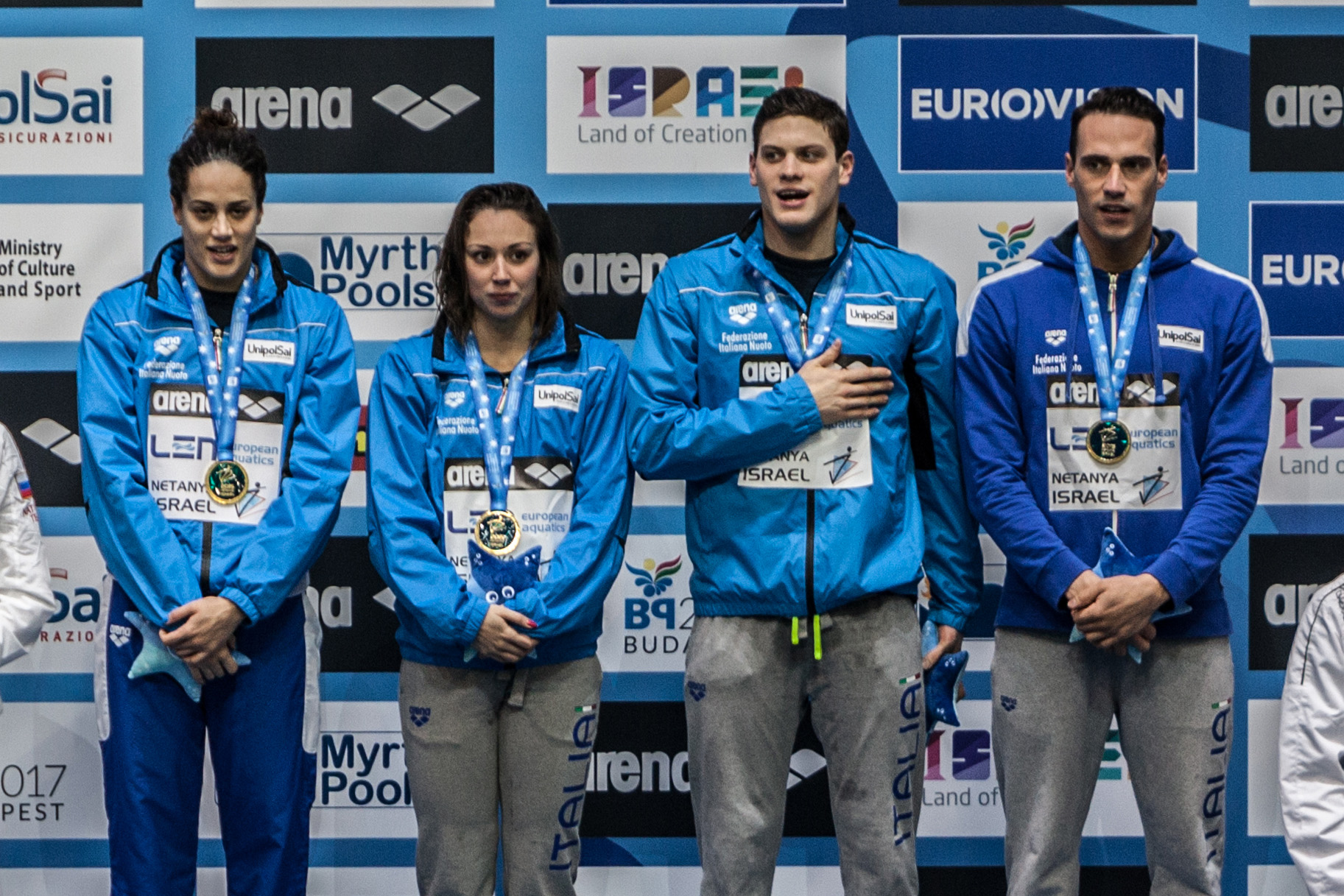
Von links nach rechts: Ferraioli, Di Pietro, Sabbioni und Scozzoli bei der Siegerehrung in Netanja

Ende 2015 bei den Kurzbahneuropameisterschaften in Netanja siegte die 4-mal-50-Meter-Mixed-Lagenstaffel mit Simone Sabbioni, Fabio Scozzoli, Silvia Di Pietro und Erika Ferraioli mit drei Hundertstelsekunden vor dem russischen Quartett. Die 4-mal-50-Meter-Mixed-Freistilstaffel mit Federico Bocchia, Marco Orsi, Silvia Di Pietro und Erika Ferraioli hatte 0,33 Sekunden vor der russischen Staffel auf dem zweiten Platz. Aglaia Pezzato und Giuseppe Guttuso erhielten für ihren Vorlaufeinsatz ebenfalls Gold. In den Frauenwettbewerben erkämpfte Di Pietro die Bronzemedaille über 50 Meter Schmetterling. Die 4-mal-50-Meter-Freistilstaffel mit Silvia Di Pietro, Erika Ferraioli, Aglaia Pezzato und Federica Pellegrini gewann den Titel mit 0,15 Sekunden vor den Niederländerinnen. Bronze erschwammen Elena Gemo, Martina Carraro, Silvia Di Pietro und Erika Ferraioli in der 4-mal-50-Meter-Lagenstaffel mit vier Zehntelsekunden Rückstand auf Silber. Zum Abschluss wurde Di Pietro Fünfte über 100 Meter Schmetterling.
Bei den Europameisterschaften 2016 in London siegten die Niederländerinnen in der 4-mal-100-Meter-Freistilstaffel vor Silvia Di Pietro, Erika Ferraioli, Aglaia Pezzato und Federica Pellegrini, hier war Laura Letrari im Vorlauf dabei. Über 100 Meter Freistil wurde Di Pietro Siebte und über 50 Meter Freistil schlug sie als Sechste an. Auf den beiden kurzen Schmetterlingsstrecken schied sie im Halbfinale aus. Zweieinhalb Monate später bei den Olympischen Spielen in Rio de Janeiro schwammen Erika Ferraioli, Silvia Di Pietro, Aglaia Pezzato und Federica Pellegrini als 4-mal-100-Meter-Freistilstaffel die viertbeste Vorlaufzeit, im Finale erreichten sie den sechsten Platz. Eine Woche später wurde Di Pietro in den Vorläufen über 50 Meter Freistil 17. und verfehlte das Halbfinale nur um acht Hundertstelsekunden.
Ende 2016 bei den Kurzbahnweltmeisterschaften in Windsor gewann die 4-mal-100-Meter-Freistilstaffel mit Erika Ferraioli, Silvia Di Pietro, Aglaia Pezzato und Federica Pellegrini Silber hinter dem Quartett aus den Vereinigten Staaten mit fast einer Sekunde Vorsprung vor den Niederländerinnen und den Australierinnen. Ebenfalls Silber hinter der US-Staffel holte die 4-mal-50-Meter-Lagenstaffel mit Silvia Scalia, Martina Carraro, Silvia Di Pietro und Erika Ferraioli. Nach einem fünften Platz über 50 Meter Schmetterling war Di Pietro über 50 Meter Freistil noch erfolgreicher. Drei Zehntelsekunden hinter der Niederländerin Ranomi Kromowidjojo und drei Hundertstelsekunden vor Madison Kennedy aus den Vereinigten Staaten erkämpfte sie die Silbermedaille. Die 4-mal-50-Meter-Freistilstaffel mit Silvia Di Pietro, Erika Ferraioli, Aglaia Pezzato und Federica Pellegrini erreichte den dritten Rang hinter Kanada und den Niederländerinnen, aber 0,25 Sekunden vor der Staffel aus den Vereinigten Staaten. Die italienische 4-mal-100-Meter-Lagenstaffel wurde Siebte.

### Von 2017 bis 2019
Bei den Weltmeisterschaften 2017 in Budapest schied die italienische 4-mal-100-Meter-Freistilstaffel als Zehnte des Vorlaufs aus. Die 4-mal-100-Meter-Mixed-Freistilstaffel wurde Fünfte.
Nach längerer Pause war Silvia Di Pietro bei den Kurzbahneuropameisterschaften 2019 in Glasgow wieder in der Nationalmannschaft. Die 4-mal-50-Meter-Lagenstaffel mit Silvia Scalia, Arianna Castiglioni, Silvia Di Pietro und Federica Pellegrini schwamm die zweitschnellste Vorlaufzeit. Im Finale siegten die Polinnen mit sieben Hundertstelsekunden vor Silvia Scalia, Benedetta Pilato, Elena Di Liddo und Silvia Di Pietro, die drittplatzierten Russinnen lagen vier Hundertstelsekunden zurück. Die andere Endkampfplatzierung gelang Di Pietro mit der 4-mal-50-Meter-Mixed-Freistilstaffel, die in der Besetzung Federico Bocchia, Alessandro Miressi, Silvia Di Pietro und Federica Pellegrini als Fünfte anschlug. 2020 ruhte der Wettkampfbetrieb weitgehend, die internationalen Meisterschaften wurden wegen der COVID-19-Pandemie verschoben.

### 2021
Im Mai 2021 fanden die Europameisterschaften in Budapest statt. Die 4-mal-100-Meter-Freistilstaffel mit Silvia Di Pietro, Margherita Panziera, Federica Pellegrini und Costanza Cocconcelli belegte den sechsten Platz, hatte aber über drei Sekunden Rückstand auf die Medaillenränge. Die 4-mal-100-Meter-Lagenstaffel schwamm mit Silvia Scalia, Martina Carraro, Elena Di Liddo und Silvia Di Pietro die viertbeste Vorlaufzeit. Im Endlauf waren Margherita Panziera, Arianna Castiglioni, Elena Di Liddo und Federica Pellegrini fast vier Sekunden schneller als die Vorlaufstaffel und gewannen die Bronzemedaille. In der 4-mal-100-Meter-Mixed-Lagenstaffel siegte das britische Quartett vor dem aus den Niederlanden, dahinter schlugen Margherita Panziera, Nicolò Martinenghi, Elena Di Liddo und Alessandro Miressi als Dritte an. Im Vorlauf waren Simone Sabbiani und Silvia Di Pietro mitgeschwommen. In der 4-mal-100-Meter-Mixed-Freistilstaffel siegte ebenfalls die britische Staffel vor dem Team aus den Niederlanden. Alessandro Miressi, Thomas Ceccon, Federica Pellegrini und Silvia Di Pietro wurden Dritte. Manuel Frigo und Chiara Tarantino erhielten für ihren Einsatz im Vorlauf ebenfalls Bronze.
Die Kurzbahneuropameisterschaften 2021 in Kasan wurden im November ausgetragen. Di Pietro wurde Vierte mit der 4-mal-50-Meter-Freistilstaffel und Achte über 50 Meter Freistil. Die 4-mal-50-Meter-Lagenstaffel mit Silvia Scalia, Arianna Castiglioni, Elena Di Liddo und Silvia Di Pietro erkämpfte Bronze hinter den Russinnen und den Schwedinnen. Über 100 Meter Freistil wurde Di Pietro Fünfte. Über 50 Meter Schmetterling gewann die Schwedin Sarah Sjöström vor der Niederländerin Maaike de Waard. 0,12 Sekunden dahinter wurden die Griechin Anna Doudounaki und Silvia Di Pietro zeitgleich Dritte. Die 4-mal-50-Meter-Mixed-Freistilstaffel schwamm im Vorlauf mit Leonardo Deplano, Filippo Megli, Chiara Tarantino und Costanza Cocconcelli die viertschnellste Zeit. Im Finale siegte die Staffel aus den Niederlanden mit 0,47 Sekunden vor dem russischen Quartett und der zeitgleich anschlagenden italienischen Staffel mit Alessandro Miressi, Lorenzo Zazzeri, Silvia Di Pietro und Costanza Cocconcelli. In der 4-mal-50-Meter-Mixed-Lagenstaffel waren Matteo Rivolta, Alessandro Pinzuti, Costanza Cocconcelli und Chiara Tarantino die Vorlauffünften. Im Finale hatte das Team aus den Niederlanden 0,21 Sekunden Vorsprung vor Michele Lamberti, Nicolo Martinenghi, Elena Di Liddo und Silvia Di Pietro, die drei Hundertstelsekunden vor der russischen Schlussschwimmerin anschlug.
Anderthalb Monate später bei den Kurzbahnweltmeisterschaften in Abu Dhabi belegte die italienische 4-mal-50-Meter-Mixed-Freistilstaffel mit Lorenzo Zazzeri, Alessandro Miressi, Silvia Di Pietro und Costanza Cocconcelli den fünften Platz. In der 4-mal-50-Meter-Mixed-Lagenstaffel schwammen im Vorlauf Michele Lamberti, Benedetta Pilato, Silvia Di Pietro und Leonardo Deplano. Hinter den Niederlanden und dem US-Team wurden Lorenzo Mora, Nicolo Martinenghi, Elena Di Liddo und Silvia Di Pietro Dritte, 0,15 Sekunden vor dem russischen Quartett. Die 4-mal-50-Meter-Lagenstaffel mit Elena Di Liddo, Arianna Castiglioni, Silvia Di Pietro und Costanza Cocconcelli wurde Siebte. Diesen Rang erreichte Di Pietro auch über 50 Meter Schmetterling. Über 50 Meter Freistil wurde sie Achte und die 4-mal-100-Meter-Lagenstaffel mit Silvia Scalia, Martina Carraro, Elena Di Liddo und Silvia Di Pietro erreichte als Sechste das Ziel.

### 2022 und 2023
Im Juni 2022 bei den Weltmeisterschaften in Budapest hatte die 4-mal-100-Meter-Mixed-Lagenstaffel mit Thomas Ceccon, Nicolo Martinenghi, Elena Di Liddo und Silvia Di Pietro als Fünfte 0,13 Sekunden Rückstand auf Bronze. Die 4-mal-100-Meter-Mixed-Freistilstaffel mit Lorenzo Zazzeri, Alessandro Miressi, Silvia Di Pietro und Chiara Tarantino kam auf den siebten Platz. Über 50 Meter Schmetterling und über 50 Meter Freistil schied Di Pietro jeweils im Halbfinale aus. Die 4-mal-100-Meter-Lagenstaffel mit Margherita Panziera, Benedetta Pilato, Elena Di Liddo und Silvia Di Pietro wurde Siebte.
Im August 2022 war Di Pietros Heimatstadt Rom Austragungsort der Europameisterschaften. In der 4-mal-100-Meter-Mixed-Lagenstaffel schwammen Chiara Fontana, Benedetta Pilato, Ettore Nanetti und Samuele Congia die beste Vorlaufzeit. Im Finale siegte das niederländische Quartett mit fast zwei Sekunden Vorsprung vor Thomas Ceccon, Nicolo Martinenghi, Elena Di Liddo und Silvia Di Pietro, die ihrerseits über eine Sekunde vor der drittplatzierten britischen Staffel hatten. Die 4-mal-100-Meter-Mixed-Freistilstaffel mit Lorenzo Zazzeri, Alessandro Miressi, Silvia Di Pietro und Chiara Tarantino erreichte den vierten Platz mit 0,22 Sekunden Rückstand auf Bronze. Über 100 Meter Freistil wurde Di Pietro Fünfte. Die 4-mal-100-Meter-Freistilstaffel mit Chiara Tarantino, Costanza Cocconcelli, Sofia Morini und Silvia Di Pietro hatte als Vierte 0,42 Sekunden Rückstand auf die drittplatzierten Niederländerinnen. Für Di Pietro folgte der fünfte Platz über 50 Meter Freistil. Schließlich belegten Margherita Panziera, Benedetta Pilato, Ilaria Bianchi und Silvia Di Pietro den vierten Platz in der 4-mal-100-Meter-Lagenstaffel, 0,22 Sekunden hinter der Staffel aus den Niederlanden auf dem Bronzerang.
Ende 2022 bei den Kurzbahnweltmeisterschaften in Melbourne schied Di Pietro im Halbfinale über 50 Meter Schmetterling als 13. aus. In der 4-mal-50-Meter-Mixed-Lagenstaffel schwammen im Vorlauf Lorenzo Mora, Simone Carasuolo, Silvia Di Pietro und Costanza Cocconcelli die sechstschnellste Zeit. Im Endlauf waren Lorenzo Mora, Nicolo Martinenghi, Silvia Di Pietro und Costanza Cocconcelli fast drei Sekunden schneller. Hinter dem Quartett aus den Vereinigten Staaten wurden sie mit neuem Europarekord von 1:36,01 Minuten Zweite mit fast einer Sekunde Vorsprung vor den Teams aus Kanada und dem Vereinigten Königreich.
2023 konnte sich Silvia Di Pietro nicht für die Weltmeisterschaften qualifizieren. Bei den Kurzbahneuropameisterschaften in Otopeni gewann Di Pietro Silber mit der 4-mal-50-Meter-Freistilstaffel und mit der 4-mal-50-Meter-Lagenstaffel. In den Mixed-Staffeln wurde die 4-mal-50-Meter-Mixed-Freistilstaffel Zweite. Die 4-mal-50-Meter-Mixed-Lagenstaffel mit Lorenzo Mora, Nicolò Martinenghi, Silvia Di Pietro und Jasmine Nocentini gewann den Titel. Matteo Rivolta und Federico Poggio erhielten Gold für ihren Einsatz im Vorlauf.